# 非法制造、买卖、运输、邮寄、储存枪支、弹药、爆炸物罪
非法制造、买卖、运输、邮寄、储存枪支、弹药、爆炸物罪，是中华人民共和国刑法第一百二十五条第一款所规定犯罪行为对应的罪名，是中华人民共和国刑法现行的死刑罪名之一。

## 构成要件
本罪为中华人民共和国刑法所规定的危害公共安全罪中的一种，所保护的法益（也即犯罪的客体）是公共安全，即不特定多数人的生命健康和重大公私财产的安全。本罪的客观要件是违反国家枪支、弹药、爆炸物管理法规，进行制造、买卖、运输、邮寄、储存的行为。本罪的犯罪主体是具有刑事责任能力的自然人和单位（刑法第一百二十五条第三款），主观方面要求行为人故意实施犯罪行为，即明知是枪支、弹药、爆炸物而实施非法制造、买卖、运输、邮寄、储存行为。
非法制造行为包括未经国家许可擅自制造、改装、配装枪支、弹药、爆炸物的行为。非法买卖行为包括了非法购买或出售枪支、弹药、爆炸物的任意一方面，不要求买入后再卖出才能成立；介绍买卖者，以买卖枪支、弹药、爆炸物罪的共犯论处；以枪支、弹药、爆炸物以物易物相互交换增加了公共危险者，也认为非法买卖行为成立。非法运输行为要求与非法制造、买卖行为相关联方可成立，单纯在公共交通工具上持有枪支、弹药、爆炸物并不必然构成非法运输。非法邮寄是指通过邮政部门非法寄递枪支、弹药、爆炸物的行为。非法储存行为则包含了，明知他人非法制造、买卖、运输、邮寄枪支、弹药、爆炸物而为其存放和非法存放爆炸物两种，与单纯的持有行为相分别。
娱乐用彩弹枪、仿真枪和空包弹亦作为枪支、弹药进行管理。涉及以火药为动力发生弹药的大口径武器，亦按非法制造、买卖、运输、邮寄、储存枪支罪追究刑事责任。。但有杀伤力的弓弩不认为是刑法所指的枪支。非法经营烟花爆竹涉及非法制造、买卖、运输、邮寄、储存黑火药、烟火药的，按照按非法制造、买卖、运输、邮寄、储存爆炸物罪追究刑事责任。公务用枪用于借债质押的，不认为是买卖行为，而以非法出租、出借枪支罪论处（刑法第一百二十八条）。

## 量刑
本罪的法定刑为，仅具有一般情节的，处三年以上十年以下有期徒刑；具有严重情节的，处十年以上有期徒刑、无期徒刑或者死刑。一般情节和严重情节根据相关司法解释（法释〔2009〕18号）的内容进行判别，与涉案枪支、弹药、爆炸物的数量以及是否有危害性后果有关。此外，根据2018年的司法解释（法释〔2018〕8号），涉案枪支为以压缩气体为动力的枪支及气枪铅弹时，应综合外观、材质、购买场所、价格等客观方面和行为人认知、动机目的等主观方面来定罪量刑。